# Kotyli
Kotyli (in greco Κοτύλη?, in turco: Kozluca, in bulgaro: Kozludzha, Козлуджа) è una ex comunità della Grecia nella periferia della Macedonia orientale e Tracia di 2.331 abitanti secondo i dati del censimento 2001.
È stata soppressa a seguito della riforma amministrativa detta Programma Callicrate in vigore dal gennaio 2011 ed è ora compresa nel comune di Myki.